# Aaron Manby
Aaron Manby (* 15. November 1776 in Albrighton, Shropshire, England; † 1. Dezember 1850 auf der Isle of Wight) war ein britischer Ingenieur und Gründer der Horseley Iron Works. Das nach ihm benannte Schiff Manby war das erste Dampfschiff, das einen eisernen Rumpf hatte. Angetrieben wurde es durch eine von Aaron Manby patentierte oszillierende Dampfmaschine.

## Leben
Manby war der dritte Sohn von Aaron Manby of Kingston, Jamaika und seiner Frau Jane Lane. Seine Mutter stammte von den Lanes of Bentley ab. Aus diesem Hause stammte eine andere Jane Lane, die 1651 Karl II. bei seiner Flucht nach der verlorenen Schlacht von Worcester half. In frühen Jahren arbeitete Aaron Manby vermutlich in einer Bank auf der Isle of Wight. Ab 1812 war er Teilhaber der Horseley Coal and Iron Company in Tipton in Staffordshire. Die Firma betrieb Kohleminen, Hochöfen zur Produktion von Eisen und verschiedene Gewerbebetriebe. Im Jahre 1813 erhielt Manby ein Patent (No. 3705) auf die Verwendung der Schlacke von Hochöfen als Baumaterial. Um diese Zeit gründete er die Horseley Iron Works in Tipton, wo er Dampfmaschinen und Gusseisen produzierte.

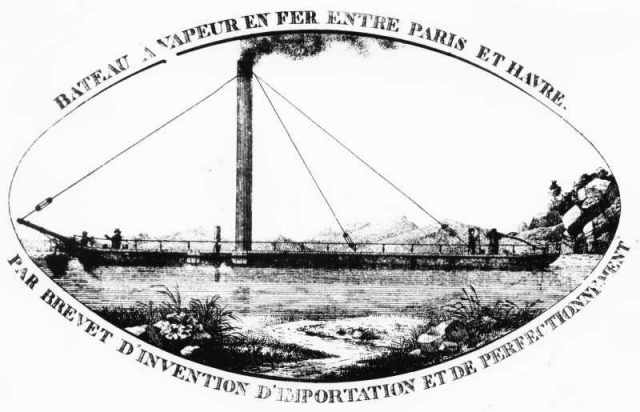
Die Manby, das erste Dampfschiff mit eisernem Rumpf

1821 meldete er in England ein Patent (No. 4558) für eine spezielle Dampfmaschine für den Einsatz in Wasserfahrzeugen an, die er Oszillierende Maschine nannte. Er war nicht der Erfinder dieser Dampfmaschine, die bereits 1785 von William Murdoch entwickelt und 1813 von Richard Witty patentiert wurde. Er war jedoch der erste, der die Oszillierende Dampfmaschine praktisch einsetzte. Auch in Frankreich erwarb er im gleichen Jahr ein Patent für diese Maschine und erweiterte es auf Schiffe aus Eisen und ein verbessertes gefiedertes Schaufelrad. Nun begann er mit dem Bau des eisernen Dampfschiffs Manby, das bei Horseley Iron Works gebaut wurde. Die Einzelteile wurden zu den Surrey Docks in Rotherhithe bei London transportiert und dort montiert. Am 9. Mai 1822 machte man mit dem 32,56 m langen und 5,23 m breiten Schiff auf der Themse eine Probefahrt. Aaron Manby plante eine Dampfschiffahrtsgesellschaft, die Fahrten nach Frankreich unternahm. Mit Captain Charles John Napier fand er einen Unterstützer. Anfang Juni 1822 startete er mit Charles Napier und seinem Sohn Charles Manby die Überfahrt nach Frankreich. Zur Verwunderung der Einwohner erreichten sie am 11. Juni Paris. Die Manby war somit das erste eiserne Schiff, das eine Seefahrt unternahm und das erste Schiff, das von London nach Paris fuhr. Das Schiff verkehrte in den folgenden Jahren auf der Seine. Die Horseley Iron Works bauten in den folgenden Jahren weitere eiserne Dampfschiffe.
1819 gründete Aaron Manby in Charenton-le-Pont eine Eisenhütte, die Daniel Wilson, ein Chemiker aus Dublin, leitete. Die Gründung dieser Firma führte dazu, dass weitere ähnliche Fabriken in Frankreich gegründet wurden. 1825 wurde den Gründern eine Goldmedaille von der Societe d'Encouragement verliehen. Manbys Erfolg führte dazu, dass sich in Frankreich eine von England unabhängige Dampfmaschinenproduktion entwickelte. Am 12. Mai 1821 meldete Aaron Manby zusammen mit Daniel Wilson und Henry ein Patent über die Herstellung und Aufreinigung von Gas an. Das Patent beinhaltete auch „tragbares Gas“, das komprimiert in stabilen Druckbehältern bereitgestellt wurde. Im Mai 1822 erhielten Manby und Wilson eine Konzession zur Beleuchtung der Stadt Paris mit Gaslicht. Trotz der großen Konkurrenz konnte die Manby-Wilson Company bis 1847 bestehen. 1826 kaufte Aaron Manby die größte Eisengießerei Frankreichs in Le Creusot. Die Fabrik wurde mit verbesserten Maschinen aus der Fabrik von Charenton-le-Pont ausgestattet. Etwa zwei Jahre später wurden die beiden Firmen in der Society Anonyme des Mines, Forges et Fonderies du Creusot et de Charenton vereinigt.
Um 1840 kehrte Aaron Manby nach England zurück und wohnt zunächst in Fulham. Später lebte er in Ryde auf der Isle of Wight. Seine letzten Lebensjahre verbrachte er in Shanklin, wo er am 1. Dezember 1850 starb.
Aaron Manby war zweimal verheiratet. Aus seiner ersten Ehe mit Juliana Fewster hatte er einen Sohn Charles. Nachdem Juliana 1807 gestorben war, heiratete er im selben Jahr Sarah Haskins. Mit seiner zweiten Frau hatte er eine Tochter Sarah und drei Söhne John Richard (1813–1869), Joseph Lane (1814–1862) und Edward Oliver (1816–1864). Alle Söhne waren Ingenieure, die hauptsächlich im Ausland tätig waren.